# Deputazione comunale
Nel periodo austriaco friulano (1814 - 1866), la Deputazione Comunale  era un'amministrazione simile all'odierna "amministrazione comunale", ma aveva più poteri in materia di criminalità: per esempio le denunce per rapine e risse si discutevano direttamente davanti all'ufficiale della deputazione Comunale.